# Echinothurioida
Los equinoturioides (Echinothurioida) son un orden de equinodermos equinoideos. Se distinguen de otros erizos de mar por la combinación de una testa flexible y espinas vacías. La membrana alrededor de la boca tiene solo placas simples, en contraste con las partes más complejas de la boca de sus parientes cercanos, los Diadematoida. Casi todos viven en aguas profundas.

## Taxonomía
El orden Echinothurioida contiene 64 especies,
repartidas en tres familias:
- Familia Echinothuriidae Thomson, 1872
- Familia Kamptosomatidae Mortensen, 1934
- Familia Phormosomatidae Mortensen, 1934